# スローイン (バスケットボール)

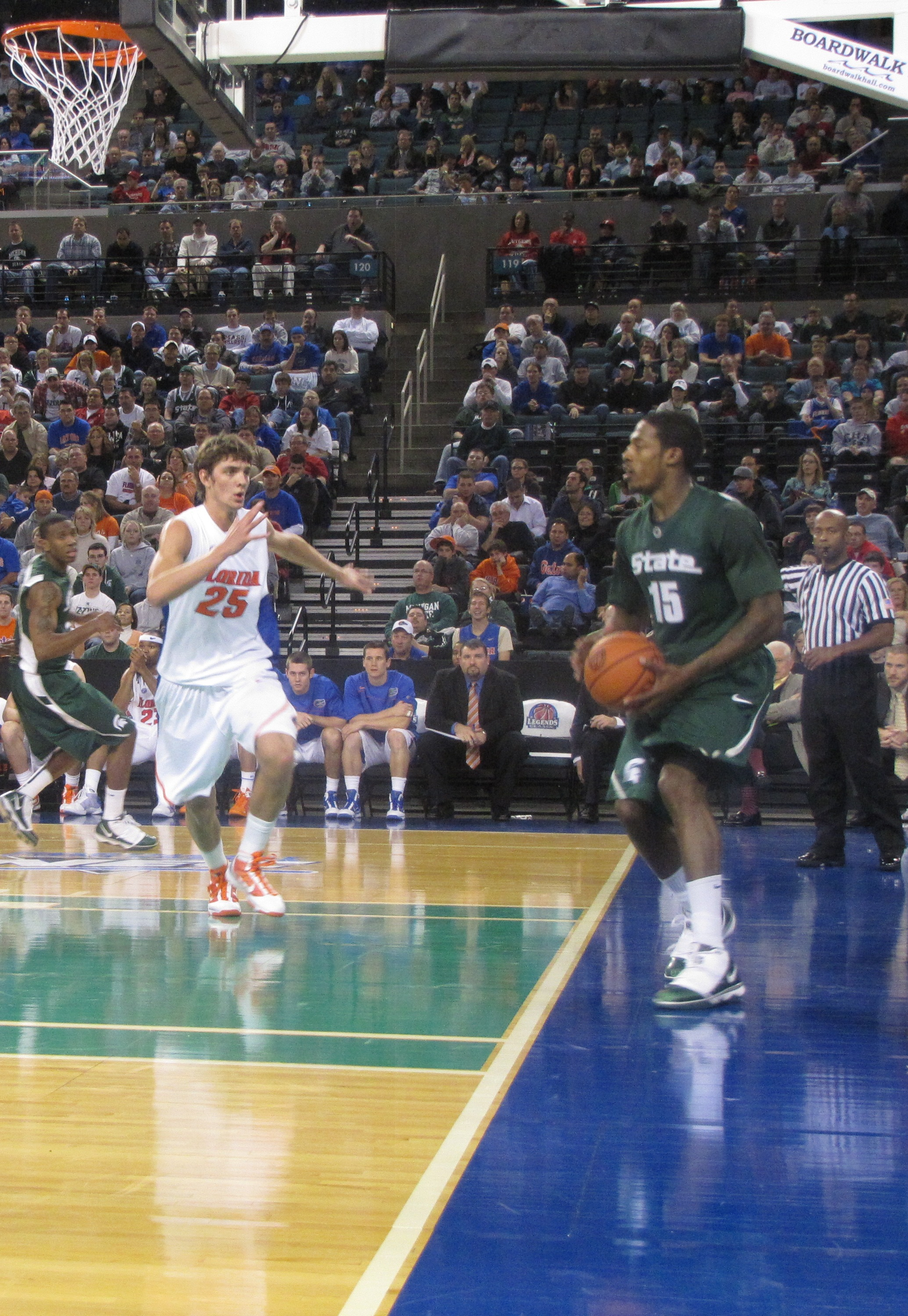
エンドライン外からのインバウンズ

バスケットボールにおけるスローイン(Throw in)は、ボールポゼッションが確定してデッドとなったボールをライブに戻し、ゲームを再開するための手段の一つで、アウト・オブ・バウンズからインバウンズにボールをパスすることによって行われる。ポゼッションが確定していない場合のゲーム再開の手段としては、ジャンプボールがある。
- 通常のフリースローの最終投や、フィールドゴールが成功し,得点が入った場合に、ゲームを再開するために、相手チームが、エンドライン外のアウトオブバウンズから、インバウンズへパスをおこなうこと。
- ボールポゼッションが維持されるフリースローの最終投が成功し,得点が入った場合に、ゲームを再開するために、自チームが、サイドライン外のアウトオブバウンズから、インバウンズへパスをおこなうこと。

- ヴァイオレイションやファウルが起きた場合のペナルティとして、相手チームがそれぞれの場合に定められた位置のアウトオブバウンズからインバウンズへのパスをおこなうこと。

プロバスケットボールリーグのNBAでは、ルールが異なる場合がある。

## スローインとなる場合とその位置
- 2,3,4クォーター開始時、センターライン外から。
- 通常のフリースローの最終投や、フィールドゴールが成功し,得点が入った場合に攻撃権が移りゲームを再開する時。エンドライン外から。
- ボールポゼッションが維持されるフリースローの最終投が成功あるいは失敗した場合に、ゲームを再開するために自チームがフロントコートのスローインラインから。

- ヴァイオレイションが起きた場合

起きた場所に最も近いバウンダリーライン外から。
フリースロー延長線上のサイドライン外などの特定の場所から。

- パーソナルファウル・テクニカルファウルなどのファウルが起きた場合。

起きた場所に最も近いバウンダリーライン外から。
フリースロー延長線上のサイドライン外などの特定の場所から。

- 4クォーターやオーバータイムで残り時間が2分を切っている時にバックコートでのスローインを獲得したチームがタイムアウトを取った場合

ヘッドコーチがフロントコートのスローインラインとバックコートのどちらからスローインするか選択できる。

## スローイン時のクロック管理
ゲームクロック
停止した状態でのスローイン
この場合、スローインされたボールに、インバウンドのプレーヤーがボールを触れた時点から、ゲームクロックが動く。
- 2,3,4クォーターまたはオーバータイム開始の時、センターライン外からのスローイン。
- ヴァイオレイション、ファウル、その他のオフィシャルのコールにより行われるスローイン。
- 通常のフリースローの最終投が成功し、得点が入った後のスローイン。
- 第4クォーターまたはオーバータイム残り2分以内で、フィールドゴールが成功し、得点が入った後のスローイン。

停止しない状態でのスローイン
- 上記に該当しない時間帯でフィールドゴールが成功し、得点が入った後のスローイン。

ショットクロック
ショットクロックは、スローインされたボールに、インバウンドのプレーヤーがボールを触れた時点から動く。
保持される場合
- ディフェンス側のアウトオブバウンズ、キックボールなどのヴァイオレイションがあった時のスローイン。
- ディフェンス側のファウルがあった時点でのショットクロックが14秒以上であった場合のスローイン。
- 攻撃チームがタイムアウトを取得した（NBAルールでは、ボール保持選手もタイムアウトを申請できる。）後のスローイン

24秒リセットされる場合（フル・リセット）
- 攻撃チームのファウル、ヴァイオレイションによるスローイン。

14秒リセットされる場合
- ディフェンス側のファウルがあった時点でのショットクロックが14秒以下であった場合。例えばショットクロック12秒時にファウルがあった場合、ショットクロックは14秒でスローイン。
- 4クォーターやオーバータイムで残り2分を切っている状態でバックコートからのスローインを獲得したチームがタイムアウトをとり、フロントコートからのスローインを選択したときにショットクロックが14秒以上であった場合。例えば相手チームのゴールが決まった直後にタイムアウトを取ってフロントコートからのスローインを選択した場合、ショットクロックは14秒でスローイン。

8秒カウント
リセットされる場合
- バックコートでの、ディフェンス側チームのファウル、ヴァイオレイションによるスローイン。

8秒ルールがボール保持が確定するまで適用されない場合
- 最終クォーターあるいはオーバータイム残り2分を切ってからのスローイン。

## スローインに関わるヴァイオレイション
スロワー・イン（スローインをするプレーヤー）・ヴァイオレイション
インバウンズにボールを持ち込んではならない。（バウンダリラインを上方へ延長した面を超えてボールを差し出してはならない。）
5秒以内にボールを離さなくてはならない。
コート上の他のプレーヤーが触るまで、コート上でボールに触れてはならない。
決められたスローイン位置から離れてスローしてはならない。
コート上の他のプレーヤーが触るまで、ボールをバスケットに入れてはならない。
ボールが離れるまでラインを越えてインバウンドにステップしてはならない。
誰も触らず直接アウトオブバウンズに出してはならない。
スローインに有利なように床から離れてはならない。
コート上のプレーヤーにボールを手渡ししてはならない。
例外
フィールドゴール後、フリースロー後、各ピリオドの開始時は、エンドライン外を移動したり、エンドライン外の味方にパスしてもよい。
ペナルティ
ボール保持権を失い、直近のバウンダリーラインから相手チームのスローイン。
ディフェンス側のヴァイオレイション
バウンダリラインを上方へ延長した面を超えてスローインを妨げてはならない。
ペナルティ
同じ位置から5秒カウントはリセットし、相手チームのスローイン。
オフィシャルから注意されても繰り返した場合、ゲーム遅延行為として、テクニカルファウルを宣告される場合がある。
インバウンド内のスロワー側のプレーヤー
バウンダリラインを上方へ延長した面を超えてスロワーからボールを直接受け取ってはならない。

## スローインに関わるファウル
ディフェンス側のファウル
- インバウンズ内のディフェンスレーヤーのスローイン前のファウルは、2フリースローのファウルとなる。
- 最終クォーターあるいはオーバータイム残り2分を切ってからのスローイン前のファウルは、スロワーチームのフリースロー1投が与えられ、攻撃側が再度スローインとなる。

オフェンス側のファウル
- インバウンズ内のオフェンスプレーヤーのスローインされる前のパーソナルファウルは、オフェンスファウルとなる。

## 脚註
1. ↑  ボールの保持権、つまり攻撃権
2. ↑  “Official Rules of the National Basketball Association”.  NBA.com (2012年3月1日). 2012年4月17日閲覧。